# Hamburger Sparkasse

Ehemaliges Logo

Die Hamburger Sparkasse (Haspa) mit Sitz in Hamburg ist eine von fünf in Deutschland bestehenden freien Sparkassen. Mit einer Bilanzsumme von rund 57 Milliarden Euro und rund 4.400 Mitarbeitern ist sie die größte Sparkasse in Deutschland. Die Sparkasse wurde 1827 in der Rechtsform der juristischen Person alten hamburgischen Rechts gegründet. 2003 wurde der Bankbetrieb in eine Aktiengesellschaft ausgegliedert und die ursprüngliche Hamburger Sparkasse in Haspa Finanzholding umfirmiert.

## Unternehmensstruktur
Die Hamburger Sparkasse ist eine nicht-börsennotierte Aktiengesellschaft. Rechtsgrundlage der Sparkasse ist die Haspa-Satzung. Im Gegensatz zu den meisten anderen Sparkassen unterliegt sie nicht einem Sparkassengesetz, als Aktiengesellschaft aber dem deutschen Aktiengesetz. Organe der Sparkasse sind der Vorstand, der Aufsichtsrat, die Hauptversammlung und verschiedene Beiräte. Einzige Aktionärin ist die Haspa Finanzholding.
Die Sparkasse ist in unterschiedliche Zentralbereiche gegliedert. Dazu gehören:
- Privatkunden
- Firmenkunden
- Private Banking

Sie verfügt über etwa 100 Filialen und Kundencenter. Weitere Kompetenz-Center widmen sich Existenzgründungen, komplexen Immobiliengeschäften und dem Großkundengeschäft. Im Großraum Hamburg betreibt die Haspa insgesamt rund 370 Geldautomaten.
Die Hamburger Sparkasse AG besitzt darüber hinaus Beteiligungen an folgenden Unternehmen:
1. CenitoService GmbH
2. Haspa-DIREKT Servicegesellschaft für Direktvertrieb mbH
3. Haspa BGM Beteiligungsgesellschaft für den Mittelstand mbH
4. CFC Corporate Finance ContorGmbH

## Geschäftsausrichtung
Die Haspa betreibt als Sparkasse das Universalbankgeschäft. Nach eigenen Angaben ist sie die marktführende Bank in der Metropolregion Hamburg für Privatkunden und mittelständische Firmenkunden.

## Geschichte
Vor dem Hintergrund des Endes der napoleonischen Ära und der Neuordnung der politischen Verhältnisse in Europa durch den Wiener Kongress wurde auf Initiative des Senators Amandus Augustus Abendroth durch Hamburger Bürger die damalige „Hamburger Sparcasse von 1827“ gegründet. Ganz im Sinne hanseatischer Kaufleute erfolgte dies ohne eine Einlage der Stadt. Überraschenderweise wurde bald festgestellt, dass nicht nur die finanziell minderbemittelte Bevölkerung ihr Geld anlegte, sondern auch Geschäftsleute, Handwerker und andere Gewerbetreibende erschienen. Hierdurch zeigte sich, dass die Bevölkerung das ursprüngliche Konzept einer „Armensparkasse“ selbständig abgewandelt hatte.
Unter dem Slogan „Sparkasse für kleinste Beträge“ wurde in den ersten Jahren eine Geschäftspolitik betrieben, deren primäres Ziel sich auf Einlagen von 8 bis 30 Kurant-Mark (damals die gängige Hamburger Währung) begrenzte, welche mit 3⅛ Prozent verzinst wurden. Der Geschäftsbetrieb erfolgte zunächst bescheiden mit zwei bezahlten Mitarbeitern (Buchhalter und Bote) und sechs ehrenamtlichen Personen, die für die Ein- und Auszahlungen verantwortlich zeichneten. Die räumliche Präsenz beschränkte sich zunächst auf zwei eingerichtete Büros: je eines im Stadthaus und im Eimbeckschen Haus.
Von 1847 bis 1848 errichteten die Hamburger Architekten Hermann Peter Fersenfeldt und Carl Friedrich Reichardt das zunächst als Reichsbankhauptstelle genutzte spätere Sparkassengebäude am Adolphsplatz 2 in Hamburg (direkt gegenüber der Hamburger Börse), das nach 1956 zugunsten eines Sparkassen-Erweiterungsbaus abgerissen wurde.
Ein besonderer Einschnitt der bis dato jungen Sparkasse ereignete sich 1864. Aufgrund von Differenzen im Vorstand der Haspa im Zusammenhang mit der Abschaffung der – inzwischen 60 Mark betragenden – Einlagenhöchstgrenze gründeten die beiden ausgeschiedenen Vorstandsmitglieder Rudolf Martin und F. E. Schlüter zusammen mit Senator Eduard Johns die „Neue Sparcasse von 1864“.
Diese Teilung währte bis in die zweite Hälfte des 20. Jahrhunderts. Erst 1968 wurden schließlich unter den maßgeblichen Bestrebungen des Vorstandssprechers Peter Mählmann die ersten Schritte der 1972 erfolgten Fusion beider Sparkassen vollzogen. Im Gegensatz zu der in Deutschland überwiegenden Zahl von Sparkassen in öffentlich-rechtlicher Form konstituierte sich die neue „Hamburger Sparkasse“ weiterhin als „Juristische Person alten hamburgischen Rechts“, also als privatwirtschaftliche Sparkasse.
Ein wichtiger Schritt für die Entwicklung der Haspa in den 1980er-Jahren erfolgte durch die Beendigung des sogenannten Sparkassenkrieges zwischen der Haspa und dem Land Schleswig-Holstein. Hierbei ging es insbesondere um einen Konflikt, innerhalb dessen es der Hamburger Sparkasse untersagt wurde, weitere Geschäftsstellen in den an Hamburg angrenzenden Gemeinden in Schleswig-Holstein zu eröffnen. Dieser Rechtsstreit ging auf juristischer Ebene bis vor das Bundesverwaltungsgericht. Diese oberste Instanz gab der Haspa recht: Sie darf im Hamburger Umland Filialen eröffnen.
Am 16. Juni 2003, also zum 176. Gründungstag, nahm die Haspa die bis heute letzte große Veränderung vor. An diesem Tag wurde der Bankbetrieb der Hamburger Sparkasse in eine Aktiengesellschaft überführt und die Gesellschaft alten hamburgischen Rechts in „Haspa Finanzholding“ umfirmiert.